# Villosa arkansasensis
Villosa arkansasensis är en musselart som först beskrevs av I. Lea 1862.  Villosa arkansasensis ingår i släktet Villosa och familjen målarmusslor. Inga underarter finns listade i Catalogue of Life.